# 风云四号A星
风云四号A气象卫星，又名风云四号01星、风云四号科研试验卫星，是第一颗風雲四號系列氣象衛星及中国在地球静止轨道上首颗三轴稳定气象卫星，设计寿命7年，主用户为中国气象局。卫星于2016年12月11日用长征三号乙运载火箭从西昌卫星发射中心成功发射，12月17日17点39分成功定点于东经99.5度赤道上空，預计经过6个月的在轨测试后，将投入试验应用。2017年5月25日移动至东经104.7°赤道上空。2017年9月25日，风云四号A星正式交付使用。2023年3月5日，风云四号B星成功接替风云四号A星，在东经105度的静止轨道上开展业务服务，A星则将漂移至东经86.5度。

## 總體結構
风云四号A采用三轴稳定SAST5000大型遥感平台，主体呈六面柱体结构，體積3.51米×3.28米×4.16米，質量5,400千克，使用单面丁字型二次展開太陽能帆板，功率3200瓦特。

## 探测仪器
风云四号A是光学型氣象衛星，装载四种先进探测载荷：「多通道扫描成像辐射计」（AGRI）、「干涉式大气垂直探测仪」（GIIRS）、「闪电成像仪」（LMI）和「空间环境监测仪器包」（SEMP）。當中两台关键光学主载荷——「多通道扫描成像辐射计」和「干涉式大气垂直探测仪」由中科院上海技术物理研究所研制。「闪电成像仪」由中国航天科技集团中国空间技术研究院北京空间机电研究所（508所）研制。
风云四号A搭载世界首个「干涉式大气垂直探测仪」及世界第二个「闪电成像仪」，並開創性將「多通道扫描成像辐射计」和「干涉式大气垂直探测仪」同时装载在一枚卫星上，一改以往国际上須將两种仪器分别装在两颗卫星上的做法，提升效率並节省研制和发射成本。

## 观测效能
风云四号A「辐射成像仪」共14通道，可见光0.65µm空间分辨率500米，红外高空间分辨率4公里，全圆盘成像时间最低15分钟，还新增了区域扫描功能，1000×1000公里区域观测能力为1分钟。「图像定位与配准技术」使卫星图像定位与配准精度达到1像元，即使在36000公里静止轨道对地球观测，误差亦可控制在1公里之内，补偿效率到达98.8%；扫描辐射计技术能感知地面温度0.1℃的变化，絕對誤差少於1℃。「闪电成像仪」能一秒钟拍摄500张闪电图。
「干涉式大气垂直探测仪」有1600多个探测通道，1个小时完成一次垂直探测，光谱分辨率达0.625波数，红外波段空间分辨率达16公里，其观测能力是现有观测系统的百倍以上。
| 波长     | 編號 | 簡稱 | 中心波長 (µm) | 赤道帶 水平解析度 (km) | 偵測範疇                         |
| -------- | ---- | ---- | ------------- | ---------------------- | -------------------------------- |
| 可見光   | 1    | V1   | 0.470         | 1                      | 植被、氣膠、彩色圖像（藍）       |
| 可見光   | 2    | VS   | 0.650         | 0.5（插值）-1          | 植被、低雲族與霧、彩色圖像（紅） |
| 近紅外線 | 3    | N1   | 0.825         | 1                      | 植被、氣膠                       |
| 近紅外線 | 4    | N2   | 1.375         | 2                      | 雲相判別                         |
| 近紅外線 | 5    | N3   | 1.610         | 2                      | 雲相判別                         |
| 近紅外線 | 6    | N4   | 2.250         | 2-4                    | 雲密度半徑範圍                   |
| 紅外線   | 7    | I4   | 3.75          | 2                      | 低雲族與霧、自然火災             |
| 紅外線   | 8    | I5   | 3.75          | 4                      | 低雲族與霧、自然火災             |
| 紅外線   | 9    | WV   | 6.25          | 4                      | 對流層之水蒸氣密度               |
| 紅外線   | 10   | W2   | 7.10          | 4                      | 對流層至中氣層之水蒸氣密度       |
| 紅外線   | 11   | MI   | 8.50          | 4                      | 雲相判別、二氧化硫               |
| 紅外線   | 12   | IR   | 10.70         | 4                      | 雲圖像、雲頂資訊                 |
| 紅外線   | 13   | I2   | 12.00         | 4                      | 雲圖像、海面溫度                 |
| 紅外線   | 14   | CO   | 13.50         | 4                      | 雲頂高度                         |

## 备注
1. ↑  又名「辐射成像仪」
2. ↑  又名「干涉式红外探测仪」
3. ↑  包括三台高能粒子探测器、三轴磁通门磁强计、卫星辐照计量仪、充电电位测量仪与环境远置单元，共计7台单机21件产品，可开展磁场探测、粒子的方向探测、充电电位和辐照剂量监测等多种空间环境试验。

## 外部連結
- 国家气象卫星中心--风云四号科研试验卫星
- 中国气象局--风云四号專題（页面存档备份，存于）
- 图解气象--风云四号A星X档案（页面存档备份，存于）